# Maneuverable Reentry Vehicle
Il sistema d'arma Maneuverable Reentry Vehicle (nome abbreviato: MARV, oppure MaRV) è un tipo di veicolo dotato di propulsione a razzo, che trasporta una testata nucleare  ed in grado di compiere violente manovre di volo al rientro nella mesosfera, nella troposfera e durante il volo terminale, poco prima di colpire il bersaglio. Inoltre, in certi casi, esso è in grado di cambiare bersaglio all'occorrenza.
Il nome in inglese si riferisce al rientro atmosferico, infatti esso è traducibile in italiano con: Veicolo di Rientro Manovrabile.
Ne esistono vari tipi, tra cui si possono citare alcuni esempi:
- La versione progettata per il missile Trident, che è capace di evadere i sistemi anti-balistici dell'era sovietica
- Il sistema di guida attiva radar terminale (capace di CEP inferiore a 10 metri) del Pershing II
- Le testate nucleari installate nel missile ICBM Topol-M russo
- La testata e le testate nucleari MIRV nei missili IRBM israeliani Jericho II, IIb e III.
- Il sistema Avangard.